# Ike Nwankwo
Pour les articles homonymes, voir Nwankwo.
Ikenna « Ike » Enyinaya Nwankwo, né le 27 décembre 1973, à Houston, au Texas, est un joueur nigérian naturalisé américain de basket-ball. Il évolue durant sa carrière au poste de pivot.

## Palmarès
- Finaliste du championnat d'Afrique 2003